# Jürgen Teumer
Jürgen Teumer (* 1940) ist ein emeritierter deutscher Hochschullehrer im Bereich der Behinderten- und Sprachheilpädagogik sowie Sachbuchautor und Heimatforscher.

## Leben
Jürgen Teumer war zunächst nach einem Studium an der Pädagogischen Hochschule Hannover (1959 bis 1962) Volksschullehrer in Niedersachsen. Zur weiteren Qualifizierung studierte er ab 1966 in einem Aufbaustudiengang Sonderschulpädagogik mit dem Schwerpunkt Sprachbehindertenpädagogik an der Philipps-Universität Marburg. Nach einer Sonderschullehrertätigkeit in Marburg wurde er 1971 pädagogischer Mitarbeiter am Sonderpädagogischen Institut der Universität Marburg. 1975 wurde er mit einer Dissertation zum Thema Psychosoziale Probleme bei früh- und spätoperierten Schülern mit Lippen-Kiefer-Gaumenspalte zum Dr. phil. promoviert. Von 1977 bis 1984 und – nach einer kurzzeitigen Lehrtätigkeit in Marburg – erneut ab 1986 bis 1995 war Teumer als Professor für Erziehungswissenschaft und Sprachbehindertenpädagogik an der Universität Hamburg tätig. Dort war er ab 1989 zunächst Stellvertretender Direktor des Instituts für Behindertenpädagogik und von 1991 bis zu seinem Wechsel an die Humboldt-Universität nach Berlin im Jahre 1995 dessen Direktor.
Als Haupt- oder Co-Autor veröffentlichte Teumer im Laufe seiner Hochschulkarriere mehrere Fachbücher und zahlreiche Beiträge, die in berufsspezifischen Sammelwerken erschienen. Gemeinsam mit Arno Schulze, einem Fachkollegen von der Philipps-Universität Marburg, bildete er zudem über mehr als zwei Jahrzehnte das Redaktionsteam der Sprachheilarbeit, einer Fachzeitschrift für Sprachheilpädagogik, die von der Deutschen Gesellschaft für Sprachheilpädagogik herausgegeben wird.
Am 21. Oktober 1995 hielt Teumer am Institut für Rehabilitationswissenschaften der Humboldt-Universität in Berlin seine Antrittsvorlesung zum Thema Albert Gutzmann (1837–1910) – eine persönliche Annäherung. Über das Leben und Wirken des bekannten Taubstummenlehrers Gutzmann veröffentlichte er 1997 eine Monografie.
Nach seiner Emeritierung verlegte Teumer seinen Wohnsitz in die niedersächsische Gemeinde Worpswede, die vor allem durch ihre Künstlerkolonie überregional bekannt ist. Im Ruhestand forscht er dort zu heimat-, kultur- und kunstgeschichtlichen Themen, über die er öffentliche Vorträge hält und mehrere Bücher schrieb, die teilweise bereits mehrfach neu aufgelegt wurden. Bekannt wurde er insbesondere durch seine Publikationen über die Zionskirche und den bei ihr gelegenen Künstlerfriedhof und die Malerin Paula Modersohn-Becker.

## Publikationen (Auswahl)
- mit Otto Braun und Gerhard Homburg: Sprachheilpädagogische Berufe. Rehabilitationsverlag, Bonn 1983, ISBN 3-88239-100-6.
- mit Otto Braun und Gerhard Homburg: Sprachtherapeutische Berufe. Modernes Lernen, Dortmund 1991, ISBN 3-8080-0266-2.
- Zum Beispiel: Albert Gutzmann. Leben und Wirken eines bedeutenden Gehörlosen- und Sprachheilpädagogen. Edition Marhold, Berlin 1997, ISBN 3-89166-360-9.
- „Ich habe manchmal an mein Grab gedacht ...“: Paula Modersohn-Beckers Grab auf dem Friedhof in Worpswede. Donat, Bremen 2005, ISBN 978-3-938275-01-6.
- Die Worpsweder Kirche und ihr Friedhof. Verlag Atelier im Bauernhaus, Fischerhude 2005, ISBN 978-3-88132-151-8.
- Auf Paulas Spuren: Paula Modersohn-Becker in Worpswede 1897–1907. Schünemann, Bremen 2007, ISBN 978-3-7961-1896-8.
- Spaziergänge in Worpswede. Schünemann, Bremen 2007, ISBN 978-3-7961-1894-4.